# محمودآباد عليا (مقاطعة فسا)
محمودآباد عليا (بالفارسية: محمودآباد علیا) هي قرية تقع في Jangal Rural District في إيران. يقدر عدد سكانها بـ 340 نسمة .